# Cyrene (stad)

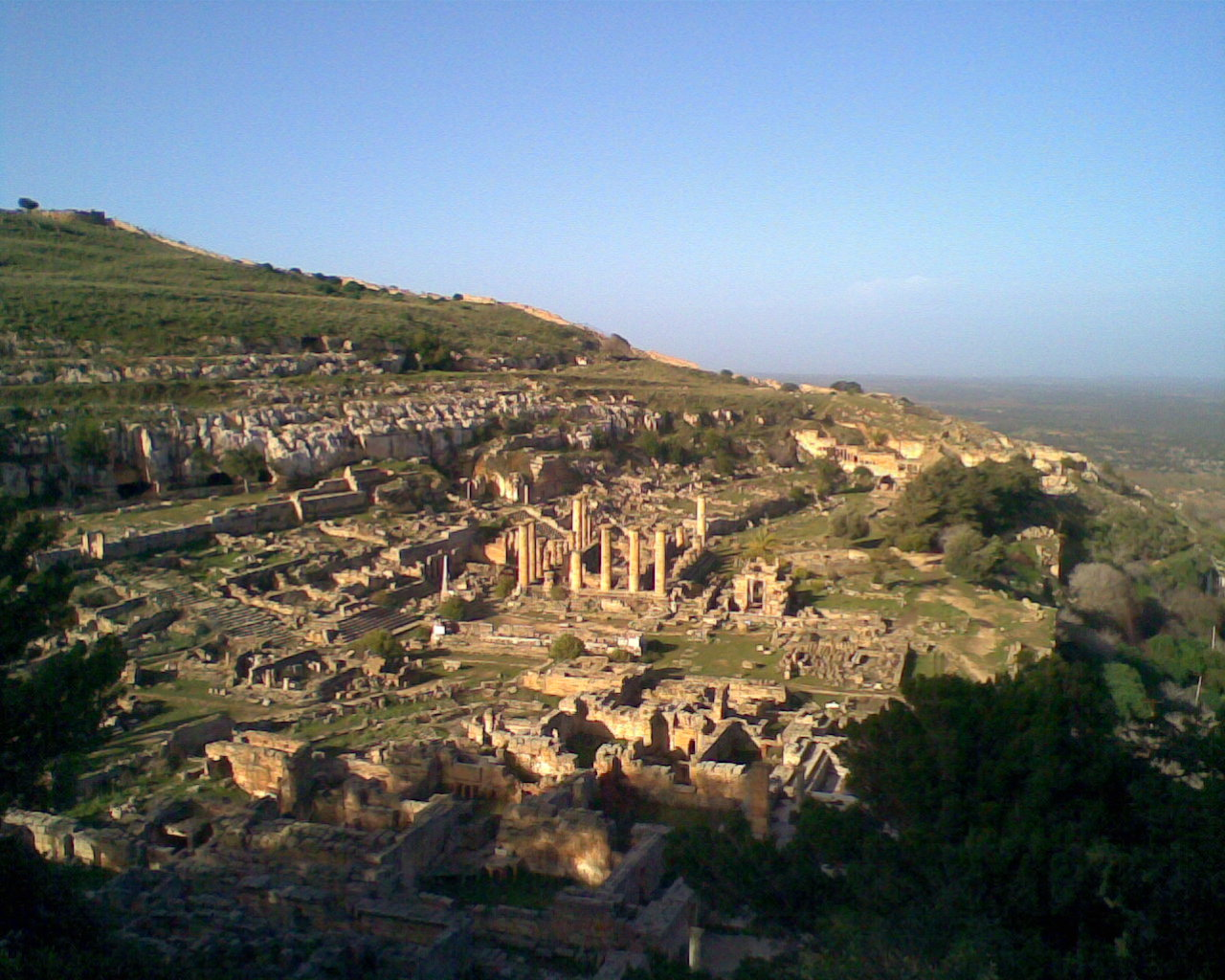
Cyrene

Cyrene of Kyrene (Grieks: Κυρήνη, Kyríni) was in de oudheid een Griekse stad, gelegen in het huidige Libië. Het was de oudste en belangrijkste van de vijf Griekse steden in de regio, en gaf het oosten van Libië de klassieke naam Cyrenaica, die het heeft behouden tot in het heden. De stad was gelegen in een vallei in de hooglanden van Jebel Akhdar.

## Vroege geschiedenis
Cyrene werd gesticht als een kolonie van de Grieken van Thera, oorspronkelijk geleid door Aristoteles van Thera, rond 630 v.Chr.. Volgens antieke bronnen hebben klimatologische omstandigheden (er viel jarenlang geen regen) Thera ertoe aangezet om Cyrene als kolonie op te richten. Cyrenaica ging deel uitmaken van het door de Ptolemeën bestuurde rijk van Alexandrië in Egypte, en werd later toegevoegd aan het Romeinse Rijk. Cyrene was de geboorteplaats van de wetenschapper Eratosthenes. Bovendien wordt een aantal filosofen geassocieerd met de stad, waaronder Callimachus, Karneades en Aristippus.
Omstreeks het jaar 85 v.Chr., ten tijde van Lucius Sulla, werden de inwoners van Cyrene onderverdeeld in vier klassen: de burgers, de boeren, de buitenlandse inwoners en de Joden, die een onrustige minderheid vormden. Sulla stuurde zijn volgeling Lucius Licinius Lucullus naar Cyrene om de ongeregeldheden te sussen, waarbij de Joden een prominente rol speelden. In 74 v.Chr. werd Cyrene een Romeinse provincie; maar waar de Joodse inwoners onder de Ptolemeën gelijke rechten hadden genoten, beschouwden ze zich nu als onderdrukt door de autonome Griekse bevolking. Culturele conflicten werden verergerd door de herleving van het Joodse nationalisme en de afkeer van de Hellenistische cultuur, waarin veel Joden zich schikten. De spanning steeg tijdens de opstand van de Joden van Cyrene onder keizer Trajanus, een kleine tweehonderd jaar later. Deze opstand werd onderdrukt door Marcius Turbo, maar pas nadat, naar beweerd wordt, 200.000 Romeinen en Grieken waren afgeslacht. Bij deze slachtpartij was de bevolking van Libië enorm gedaald, zodat er enkele jaren later nieuwe kolonies moesten worden gesticht, aldus Eusebius.

## Verval
Cyrenes plaatselijke exportartikel - het geneeskrachtige kruid silphium - werd afgebeeld op de meeste Cyreense munten, totdat het uitstierf - waarschijnlijk ten gevolge van een te intensieve exploitatie. Harde commerciële concurrentie van Carthago en Alexandrië leidde tot een vermindering van de handel van Cyrene. De nabijgelegen haven Apollonia (Marsa Susa), bleef een belangrijk stadscentrum, tot aan de aardbeving en bijbehorende tsunami in 365. De geschiedschrijver Ammianus Marcellinus beschreef Cyrene in de 4de eeuw als een verlaten stad, en Synesius, geboren in Cyrene, beschreef het in de daaropvolgende eeuw als een uitgestrekte ruïne, overgeleverd aan de genade van de nomaden.
Nu is Cyrene een archeologische vindplaats in de buurt van het stadje Shahat. Een van de  opmerkelijkste resten is de tempel van Apollo, die in de oorspronkelijke staat van de 7de eeuw v.Chr. is hersteld. Daarnaast zijn er andere bouwwerken uit de oudheid, waaronder een tempel van Demeter en een gedeeltelijk onopgegraven tempel van Zeus. Er bevindt zich een grote necropool van ongeveer 10 km² tussen Cyrene en haar antieke haven van Apollonia.
Cyrene wordt ook genoemd in het Nieuwe Testament: Simon van Cyrene draagt het kruis van Christus (Marcus 15:21 en parallellen). Zie verder Handelingen 6:9, 11:20, 13:1.